# Villa De Driesprong
Villa De Driesprong is een villa aan De Driesprong in het centrum van Rosmalen. Het is een van de oudste bestaande panden in het centrum.
Het gebouw dateert uit 1890 en is gebouwd in opdracht van een zekere meneer Bakker uit Utrecht. Hij gaf het pand de naam Villa Vreeburg, een verwijzing naar het plein Vredenburg, ook bekend onder de naam Vreeburg. Mogelijk dat de Vreeburgpassage hiernaar verwijst.
Het pand heeft tot in de jaren 1960 dienstgedaan als woning en is in handen geweest van verschillende families. Het heeft verschillende namen gehad, zoals Villa Anna en Villa Louise. Uiteindelijk kwam het pand halverwege de jaren 60 in handen van de gemeente Rosmalen. De gemeente veranderde de naam in Villa De Driesprong.
In Villa De Driesprong werd vervolgens het gemeentehuis gevestigd, toen het aan de overkant van het plein gevestigde gemeentehuis werd verkocht aan de Boerenleenbank. In 1977 verhuisde het gemeentehuis naar de Hoff van Hollantlaan. Villa De Driesprong heeft daarna tot 1991 dienstgedaan als politiebureau.
In 1991 werd het nieuwe politiebureau in de Edelweisstraat geopend. De villa werd verbouwd tot café-restaurant en kreeg vervolgens de naam Villa Fleurie. Achter het pand werd een grote aanbouw gerealiseerd. Hierdoor is van de oorspronkelijkheid van het oude gebouw weinig meer over. Ook het terras heeft voor een ander aanzicht gezorgd.
Tijdens carnaval wordt de Villa gebruikt als residentie van de Prins. Op het bordes zitten gedurende de carnavalsdagen de mascotten van Zandhazendurp, Hannus d'n Heiboer en Hanneke.